# Resquill

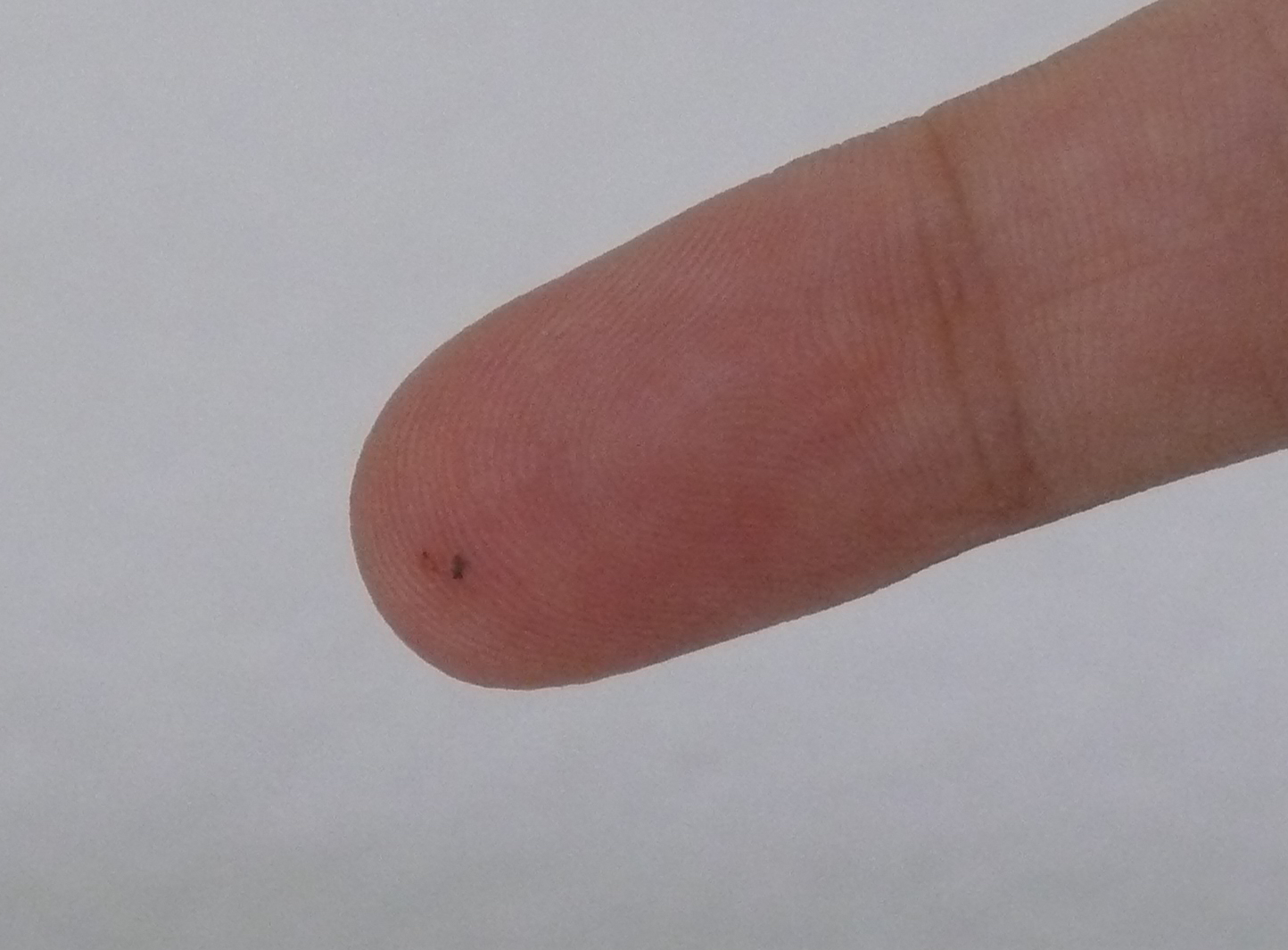
Resquill a la punta d'un dit

Un resquill, esquerdill, o esquerdís, és un fragment d'un objecte més gros o un cos estrany que pot penetrar o injectar se, generalment per accident, en un cos (si és de fusta es diu estella si és petita).
Un resquill d'un cos estrany allotjant-se dins dels teixits sol danyar-los. Els resquills poden causar dolor inicial a causa de l'esquinçament de carn i múscul, infecció per culpa dels bacteris del cos estrany, i dany intern greu per migració cap als òrgans vitals o medul·la amb el pas del temps.
Quan es parla d'una fusta o bé d'un os, en general se'n diu estella. Però hi ha molts tipus de resquills diferents que no són pas una estella de fusta o d'os, tals com els resquills de vidre, de plàstic, de metall, etc.. però quan es tracta d'una espina o d'una punxa (d'un vegetal o d'un animal), se'n diu simplement "espina o punxa" de tal vegetal o de tal animal, tenint en compte que si és un fibló d'una abella o d'una vespa, hi poden haver conseqüències per als que hi són al·lèrgics.